# East Yorkshire (circonscription britannique)

La circonscription dans le comté d'East Yorkshire.

La circonscription d'East Yorkshire est une circonscription électorale anglaise située dans le Yorkshire de l'Est et représentée à la Chambre des communes du Parlement britannique.

## Liste des députés
- 1997 : John Townend (en) (Parti conservateur)
- 2001 : Greg Knight (Parti conservateur)